# Pećine
Pećine (olaszul: Pecine), Fiume városrésze Horvátországban, Tengermellék-Hegyvidék megyében.

## Fekvése
Fiume délkeleti, tengerparti részén fekszik. Északnyugatról Centar-Sušak, északról Bulevard és Krimeja, keletről Podvežica városrész, délen és délnyugaton a tenger határolja. Területén több kisebb strand és öböl található, amelyek alkalmasak a fürdésre, úszásra.

## Története

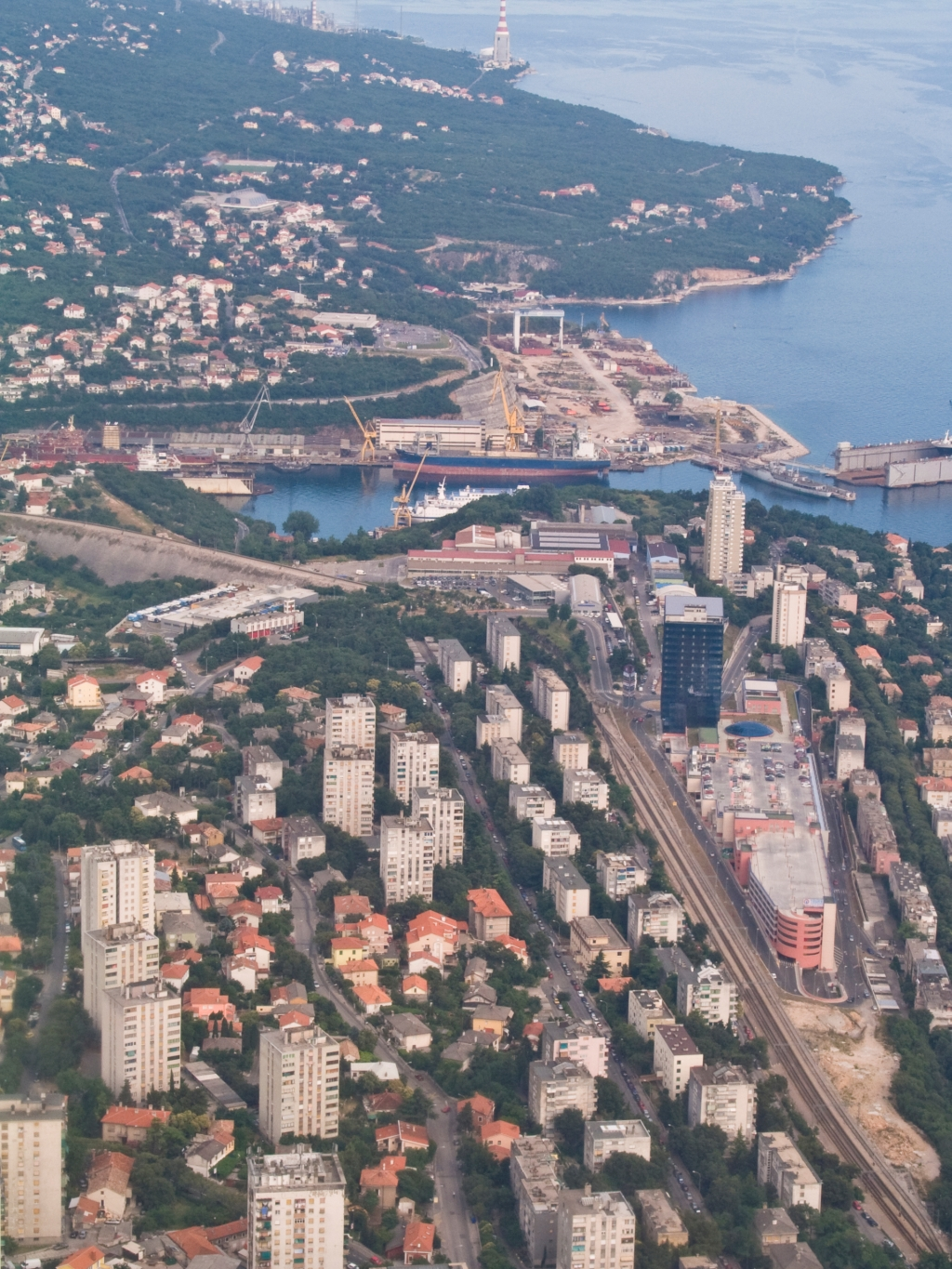
Pećine látképe

## Nevezetességei
Tower Centar Rijeka üzleti és lakócélú magasépület és többcélú bevásárlóközpont. Horvátország egyik leglátogatottabb bevásárlóközpontja.